# Federico Nilo Maldini
Federico Nilo Maldini (* 28. März 2001 in Bologna) ist ein italienischer Sportschütze.

## Erfolge
Federico Nilo Maldini war bereits bei den Junioren sehr erfolgreich. So wurde er 2021 in Osijek mit der Sportpistole im Einzel und mit der Luftpistole im Mannschaftswettbewerb Europameister. Bei den Erwachsenen sicherte er sich seine ersten internationalen Medaillen bei einer Meisterschaft im Jahr 2023, als er bei den Europaspielen in Krakau ebenfalls im Mannschaftswettkampf mit der Luftpistole den Bronzerang belegte. Außerdem gewann er bei den Europameisterschaften in Tallinn im Mixed mit Chiara Giancamilli Silber.
Bei den Olympischen Spielen 2024 in Paris ging Maldini mit der Luftpistole an den Start. Mit 581 Punkten qualifizierte er sich als Zweitplatzierter für das Finale der acht besten Schützen. Dort absolvierte er sämtliche 24 Schüsse und duellierte sich im letzten Schuss mit dem Chinesen Xie Yu um die Goldmedaille. Xie lag bereits mit 0,4 Punkten vor Maldini und vergrößerte den Vorsprung nach einer 10,0 nochmals, da Maldini mit dem letzten Treffer nur eine 9,5 schoss. Xie Yu wurde mit 240,9 Punkten Olympiasieger vor Maldini, der sich mit 240,0 Punkten die Silbermedaille sicherte. Bronze ging an Maldinis Landsmann Paolo Monna, der nach 22 Schüssen mit 218,6 Punkten ausschied. Ein Jahr darauf wurde er in Osijek mit der Mannschaft Vizeeuropameister.